# Iryda (imię)
Iryda – imię żeńskie pochodzenia greckiego (Ιρις tęcza). Imię to w mitologii greckiej nosiła Iris, bogini uosabiająca tęczę.
W Polsce imię używane jest rzadko.W styczniu 2024 w rejestrze PESEL, wśród publicznie dostępnych danych, wykazano 15 kobiet o imieniu Iryda nadanym jako imię pierwsze oraz 4 kobiety noszące imię Iryda jako imię drugie. Dla porównania, najczęściej nadane imię żeńskie – Anna – nosi 1072616 osób.
Iryda imieniny obchodzi 5 maja.

## Imię Iryda w innych językach[5]
- łacina – Iris
- angielski – Iris[6]
- bułgarski – Iryda, Irysa
- czeski – Iris
- włoski – Iride.